# Karolis Neimantas
Karolis Neimantas (*  12. Dezember 1991) ist ein litauischer Politiker und seit November 2024 Mitglied des Seimas.

## Leben
Nach dem Abitur am Gymnasium absolvierte Karolis Neimantas 2014 das Berufsbachelorstudium International Business am Kolleg Vilnius, 2014 das Bachelorstudium Business Management an der Vilnius University Business School und von 2014 bis 2016 das Masterstudium Organisationen-Management an der VGTU in der litauischen Hauptstadt Vilnius.
Von 2012 bis  	2013 	arbeitete er als Kundenbetreuer bei	UAB Lintel, von 2015 bis  	2016 bei 	Simpras UAB, von 2018 bis	2019 als Leiter einer Warengruppe bei 	Verslo vartai UAB, 	 von 2019 bis 	2023 als Verkaufsleiter 	bei Luxury motors UAB 	und von 2019 	bis 2023 als Verkaufsvertreter bei 	LM Auto UAB. 	
In der Parlamentswahl in Litauen 2024 wurde er in den 14. Seimas gewählt.
Seit 2024 ist er Mitglied von „Nemuno aušra“.
Von	2019 bis 	2020 war er Mitglied der liberalen Partei Laisvės partija.
Er ist verheiratet.